# Kromforländer
Kromfohrländer je jedno z nejmladších německých psích plemen.[zdroj⁠?!] Jeho název je odvozen od regionu „krom Fohr“ v Severním Porýní–Vestfálsku, odkud pocházela první chovatelka plemene, Ilse Schleifenbaumová.

## Srst
Srst plemene sestává z bílého podkladu, zdobeného znaky tmavě béžové, rezavé, nebo světle až tmavě hnědé barvy.
U hladkosrsté varianty srst těsně přiléhá k tělu, je hustá a hladká, bez bradky. Je nejdelší na uších, ve spodní oblasti krku a na hrudi. Ocas je dobře osrstěn. V kohoutku a na hřbetu dosahuje srst 7–8 cm a na bocích kratší, stejně jako u varianty druhé okolo 3 cm. Správně má mít výrazné osrstění na zadní straně hrudních končetin a stehen a naopak na obličeji a na tlamě je srst krátká.
U hrubosrsté varianty je srst hustá a drsná, s bradkou. Nejhrubší je na hřbetě a na končetinách. V kohoutku a na hřbetu není delší 6,5 centimetrů, na bocích měří pouze k 3 cm. Srst na uších je odpovídající typu srsti na zbytku těla.

## Povaha
Přizpůsobivý, klidný a veselý společník (vhodný i do bytu), poněkud rezervovaný, ne však zlý, k cizím lidem. A v mladém věku s mírným loveckým pudem.[zdroj⁠?!]

## Vznik
Plemeno bylo mezinárodně uznáno v roce 1955. Temperament zdědil po svých předcích, drsnosrstém teriérovi a velkém vendéeském grifonovi, přestože také připomíná něco mezi retrívrem a bíglem, a to jak vzhledem, tak charakterem.[zdroj⁠?!]